# Ћирилица
Ћирилица је писмо које се користи у неколико словенских језика, као што су: белоруски, бугарски, македонски, руски, русински, српски и украјински, а такође и у већем броју других језика у областима Евроазије. Ознака савремене ћирилице према ISO 15924 је Cyrl 220, а њене старословенске варијанте Cyrs 221.
Савремена ћириличка писма су базирана на старословенској ћирилици, која је настала на јужнословенским просторима, у време када су многе, првенствено источне јужнословенске области, биле под влашћу Првог бугарског царства.
Ћирилицу и глагољицу су формулисали Ћирило и Методије који су донели хришћанство код Јужних Словена, или њихови ученици. То је основа алфабета који се користе у разним језицима, бившим или садашњим, у деловима југоисточне Европе и северне Евроазије, а посебно код оних са словенским пореклом, и код несловенских језика који су под утицајем руског језика. Године 2011, око 252 милиона људи у Евроазији је користило ћирилицу као званични алфабет у својим националним језицима, при чему Русија обухвата око половине тог броја. Са пријемом Бугарске у Европску унију 1. јануара 2007, ћирилица је постала треће званично писмо Европске уније, након латинице и грчког писма.
Ћирилица је изведена из грчког унцијала, проширена словима из старијег глагољичког алфабета, укључујући неке лигатуре. Та додатна слова су додата за старословенске гласове који нису присутни у Грчком. Писмо је названо у част два византијска брата, Ћирила и Методија, који су раније креирали глагољичко писмо. Модерни научници верују да су ћирилицу развили и формализовали рани ученици Ћирила и Методија.
У раном 18. веку ћириличко писмо које је коришћено у Русији је знатно реформисано по налогу Петра Великог, након његовог повратка из дипломатске мисије у западној Европи. Нова форма слова је постала ближа латинском писму, неколико архаичних слова је уклоњено и неколико слова је лично дизајнирао Петар Велики (као што је „Я”, које је било инспирисано латиничким словом „R”). Западноевропска типографска култура је такође прихваћена.

## Име
Пошто су писмо осмислили ученици и следбеници Ћирила и Методија, употреба Ћириловог имена за означавање овог писма представља израз одавања почасти, а не означавање ауторство. Име „ћирилица“ често збуњује људе који нису упознати са историјом писма, пошто не идентификује земљу порекла (за разлику од „грчког писма“). Неки га називају „руским писмом“ пошто је руски најпопуларнији и најутицајнији алфабет базиран на овом писму. Неки бугарски интелектуалци, попут Стефана Цанева, су изразили забринутост због тога, и предложили да се ћириличко писмо уместо тога назове „бугарским алфабетом“, али тај предлог није наишао на подршку у стручној и широј јавности.
Словенска ћириличка писма су позната и као азбука, што је изведено из старих имена прва два слова већине ћириличких писама (као што је и термин алфабет проистекао из прва два грчка слова алфа и бета).
Из назива за ћирилицу изведене су и одговарајуће придевске одреднице. Тако се у српском језику користе четири придевска облика: ћирилички и ћирилични, односно ћирилски и ћириловски. Према мишљењу Одбора за стандардизацију српског језика, препоручује се први облик (ћирилички), уз напомену да је дозвољен и други облик (ћирилични), који није неправилан. Трећи и четврти облик (ћирилски и ћириловски) имају и додатна значења (на пример, појам ћирилска књижевност у ужем смислу означава књижевну делатност самог Ћирила).

## Језици који користе ћирилицу
Следећи језици користе или су користили ћирилицу:
- индоевропски језици
  - словенски језици
    - руски
    - украјински
    - белоруски
    - српски
    - македонски
    - бугарски
    - црногорски
    - бошњачки

  - индо-ирански језици
    - осетски
    - таџички

  - романски језици
    - румунски (до 19. века а у Молдавији између 1940. и 1989. (види молдавски)), видети румунска ћирилица

  - остали индоевропски језици
    - ромски (у Србији и земљама бившег СССР)
    - курдски (код Курда који живе у земљама бившег Совјетског Савеза)
- алтајски језици
  - туркијски језици
    - азерски (1939—1991)
    - татарски
    - туркменски (1940—1994)
    - узбечки (1940—1998, од 1998. који уз ћирилицу користи и латиницу)
    - киргишки
    - казашки и гангушки (од 1957)

  - угро-фински језици
    - удмуртски
    - килдински саамијски
    - мордвински

  - остали, махом алтајски језици, уз неке кавкаске и један кинески дијалект (дунгански језик)
    - абаски
    - абхаски
    - адиџеји
    - ајсорски
    - алтајски
    - аварски
    - балкарски
    - башкирски
    - бурјатски
    - чеченски
    - чувашки
    - чукчијски
    - даргваски
    - дунгански
    - евенкски
    - кабардијански
    - калмички
    - карачејски
    - каракалпачки
    - карелијански
    - какаски
    - кантски
    - комски
    - корјачки
    - кумички
    - лачки
    - лезгијански
    - мансијански
    - маријски
    - монголски
    - нанајски
    - ненецки
    - ногајски
    - оријатски
    - селкупски
    - табасарански
    - татски
    - тувански
    - удекански (удегански) и јакутски језици)
- вештачки језици
  - међусловенски
  - словио
  - лингва франка нова

Дунгани, исламизовани Кинези из Казахстана који говоре једним дијалектом мандаринског кинеског, такође користе ћирилицу као стандардни писани систем. Дунгански дијалект је једини из кинеске групе језика који не користи кинеске карактере и једини језик синотибетске породице који користи ћирилицу као стандардни писани систем.

## Ћириличко писмо заРусе
Главница писма настала је из ране ћирилице, која је била дериват глагољице и грчког уставног писма унцијале. За највероватније састављаче ћирилице узимају се Климент Охридски или Константин Преславски, али то питање до данас није коначно решено. Највећи број слова потиче из грчког писма, док неки знакови представљају мање или више упрошћене облике глагољских слова. Ћирилица је добила име по млађем од два брата, словенска просветитеља, Ћирилу, за кога се обично претпоставља да је саставио глагољицу.
| А | Б | В | Г | Д | Е | Ё | Ж | З | И | Й |
| К | Л | М | Н | О | П | Р | С | Т | У | Ф |
| Х | Ц | Ч | Ш | Щ | Ъ | Ы | Ь | Э | Ю | Я |

## Коришћење у различитим језицима
(Гласови су означени коришћењем Сампе и представљају само апроксимативне вредности.)
Док главница језика који се користе ћирилицом имају фонемску ортографију, постоје и изузеци, углавном у рус. ЕГО (значи њега), а изговара се као /jɪˈvo/ уместо /je'go/.
Срицање имена варира, посебно кад су у питању транскрипције/транслитерације Y/J/I, GH/G/H и ZH/J.

### Словенски језици

#### Руски
| велико | мало | назив      | глас                 | 9:1995 транслитерација |
| ------ | ---- | ---------- | -------------------- | ---------------------- |
|        |      | А          | /                    |                        |
|        |      | Бе         | /                    |                        |
|        |      | Ве         | /                    |                        |
|        |      | Ге         | /                    |                        |
|        |      | Де         | /                    |                        |
|        |      | Је         | /je/                 | e                      |
| Ё      | ё    | Јо         | /                    |                        |
|        |      | Же         | /                    |                        |
|        |      | Зе         | /                    |                        |
|        |      | И          | /                    |                        |
| Й      | й    | кратко И   | /                    |                        |
|        |      | Ка         | /                    |                        |
|        |      | Ел         | /                    |                        |
|        |      | Ем         | /                    |                        |
|        |      | Ен         | /                    |                        |
|        |      | О          | /                    |                        |
|        |      | Пе         | /                    |                        |
|        |      | Ер         | /                    |                        |
|        |      | Ес         | /                    |                        |
|        |      | Те         | /                    |                        |
|        |      | У          | /                    |                        |
|        |      | Еф         | /                    |                        |
|        |      | Ха         | /                    |                        |
|        |      | Це         | /                    |                        |
|        |      | Че         | /                    |                        |
|        |      | Ша         | /                    |                        |
| Щ      | щ    | Шча        | // или //            |                        |
| Ъ      | ъ    | тврди знак | без палатализације   | "                      |
| Ы      | ы    | Јери       | /ɨ/                  |                        |
| Ь      | ь    | меки знак  | /ʲ/ -- палатализација | '                      |
| Э      | э    | Е          | /                    |                        |
|        |      | Ју         | /                    |                        |
|        |      | Ја         | /                    |                        |

Напомене везане за тврди и меки знак
1. ^ Када се јотовани самогласник (самогласник који почиње са /j/) нађе иза сугласника, сугласник бива палатализован (/j/ се меша са сугласником) а /j/ неће бити изговорено. Тврди знак означава да се то не треба десити, док ће се /j/ појавити испред самогласника. Меки знак означава да се сугласник палатализује али да ће се /j/ испред самогласника чути. Меки знак на крају речи означава да се сугласник пред њим палатализује. Примери: та — ta; тя — tjjj.
2. У ортографији пре реформе правописа руског језика, у староруском језику, као и у црквенословенском ови се знакови зову „јеровима“ (дебелим и танким). Историјски, „тврди и меки знаци“ узимају место данас непостојећих муклих гласова задњег и предњег реда. (У српском језику су се ти гласови прво уједначили у мукли глас средњег реда, а у тзв. „јакој позицији“ дали непостојано а. Данас тај средњег реда постоји у бугарском. Погледајте напомене за бугарски језик.)

Историјска слова
Пре 1918. постојало је још четири слова у употреби: Іі (замењено са Ии), Ѳѳ (Фита „фита“ или „тита“ или „тета“, замењена са Фф), Ѣѣ (Ять „јат“, замењено са Ее), и Ѵѵ (ижица „ижица“, замењено са Ии).

#### Украјински
Као у руском са изузецима:
- је звучан струјни сугласник и зове се „Ге“. Изговара се приближно као Х, али не исто /ɦ/. Између  и  налази се Гје (Ґ, ґ) и изговара се као /g/. (Ово слово није било званично коришћено у Совјетском Савезу, па се не налази у многим ћириличким фонтовима.)
- се изговара као /e/ и зове се „Е“.  не постоји. Између  и  постоји слово Је (Є, є) које се изговара као /je/ и које изгледа као слово С са цртом у средини. Руско слово Э не постоји.
- се изговара као /ɪ/ и зове се „Y“ (тврдо И). Кратко И се зове „јот“. Између Y и кратког Y постоји слово И (І, і) и изговара се као // а изгледа као латиничко слово I и слово Ји (Ї, ї) и изговара се као // а изгледа као латиничко слово I са дијарезом (две идентичне тачке изнад слова као код руског слова Јо).
- Јери не постоји.
- Тврди знак се не користи; уместо њега се у тој потреби користи апостроф.
- се изговара као два посебних гласа, ш и ч

#### Белоруски
Као руски осим:
- изгледа као латиничко слово I (І, і). (Али, кратко И изгледа као у руском)
- Између  и  постоји слово кратко У (Ў, ў), које изгледа као У (У) са акцентом брев и изговором /w/ као у енглеским дифтонзима у „now“ и „low“.
- не постоји.
- Тврди знак се не користи; уместо њега се у тој потреби користи апостроф.
- представља звучан струјни сугласник. Изговара се као слабије г /ɣ/. Има Ґґ.
- „“ као „Дз“, „Дж“ као „Џ“.

#### Бугарски
Као руски осим:
- Је се изговара као /E/ и зове се „E“.
- Јо не постоји.
- Руско слово Е не постоји.
- се изговара као ШТ /ʃt/ и зове се „Штъ“.
- Тврди знак се користи за полугласник, /ə/ (Ъ).
- Јери не постоји.

#### Српски
Као руски осим:
- Изговор српске азбуке је другачији од изговора руске. Сугласници се изговарају само коришћењем полугласника као помоћи.
- Је се изговара као /E/ и зове се „Е“. Јо не постоји. Руско слово Е не постоји.
- Између  и  постоји слово Ђ (Ђ, ђ), које се изговара као // и изгледа као Ћ, само што има закривљење на десној ножици.
- Кратко И не постоји. Између  и  налази се слово Ј (Ј, ј) и изговара као /j/, а изгледа као латиничко слово Ј.
- Између Л и М је слово  које се изговара као // и изгледа као  са прилепљеним меким знаком са десне стране.
- Између Н и О је слово  које се изговара као // и изгледа као  са прилепљеним меким знаком са десне стране.
- Између Т и У налази се слово  које се изговара као /tɕ/ и изгледа као мало латиничко слово H са цртицом у горњем делу леве усправне линије.
- Између  и  налази се слово  које се изговара као /dʒ/ и које личи на Ц само са цртицом помереном на средину доње водоравне линије.
- је последње слово; остало не постоји.

#### Македонски
Као у српском осим:
- Између  и  се налази слово З́&nbsp;з́; које се изговара као /ʑ/ а исто је као латиничко слово S.
- се мења Ѓѓ а изговара се као /ɟ/ и изгледа као  са акутом.
- се мења са Ќќ а изговара се као /c/ и изгледа као  са акутом.

#### Црногорски
Као у српском осим:
- Између  и  се налази слово  (мек изговор жј).
- Између  и  се налази слово  (мек изговор шј).

### Несловенски језици
Ове азбуке су махом настале на основу руске, али са поприличним разликама, поготову кад су у питању кавкаски језици. У централној Азији коришћење ћирилице је постало често предмет политичких спорова по распаду Совјетског Савеза јер подсећа на совјетску власт. Одређени број језика је уместо ћирилице почео да користи друга писма.

#### Казашки
| ћирилица | кајдарска латиничка транслитерација |
| -------- | ----------------------------------- |
| Әә       | Ää                                  |
| Ғғ       | Ğğ                                  |
| Ёё       |                                     |
| Йй       |                                     |
| Ққ       |                                     |
| Ңң       | Ññ                                  |
| Өө       | Öö                                  |
| Ұұ       |                                     |
| Үү       | Üü                                  |
| Щщ       | Şş şş                               |
| Ъъ       | (ʺ)                                 |
| Ыы       |                                     |
| İi       |                                     |
| Ьь       | ??                                  |
| Ээ       |                                     |
| Юю       |                                     |
| Яя       |                                     |

Симболи у загради су искључиво за двосмерно пресловљавање (транслитерацију).

## Ћирилица у Уникоду
У Уникоду ћирилички блок се простире између од U+0400 до . Знаци између позиције U+0400 и U+045F су у основи знаци из кодног распореда ISO 8859-5 померени нагоре за 864 позиција. Знакови у опсегу између U+0460 и U+0489 су историјски и не користе се у савременим језицима. Знакови у простору од U+048A и U+052F су додатни знаци за различите несловенске ћириличке азбуке.
Уникод не укључује акцентована ћириличка слова, али се могу добити комбиновањем са различитим дијакритичким знацима. Тако се додавањем U+0301 („комбинујући акут“) после слова које се жели акцентовати добија акцентовано слово (тј. ы́ э́ ю́ я́). Неки језици (као што је савремени црквенословенски језик) још увек нису у потпуности подржани.
-{
|     |  | 0 | 1 | 2 | 3 | 4 | 5 | 6 | 7 | 8 | 9 | A | B | C | D | E | F |
| 400 |  | Ѐ | Ё | Ђ | Ѓ | Є | Ѕ | І | Ї | Ј | Љ | Њ | Ћ | Ќ | Ѝ | Ў | Џ |
| 410 |  | А | Б | В | Г | Д | Е | Ж | З | И | Й | К | Л | М | Н | О | П |
| 420 |  | Р | С | Т | У | Ф | Х | Ц | Ч | Ш | Щ | Ъ | Ы | Ь | Э | Ю | Я |
| 430 |  | а | б | в | г | д | е | ж | з | и | й | к | л | м | н | о | п |
| 440 |  | р | с | т | у | ф | х | ц | ч | ш | щ | ъ | ы | ь | э | ю | я |
| 450 |  | ѐ | ё | ђ | ѓ | є | ѕ | і | ї | ј | љ | њ | ћ | ќ | ѝ | ў | џ |
| 460 |  | Ѡ | ѡ | Ѣ | ѣ | Ѥ | ѥ | Ѧ | ѧ | Ѩ | ѩ | Ѫ | ѫ | Ѭ | ѭ | Ѯ | ѯ |
| 470 |  | Ѱ | ѱ | Ѳ | ѳ | Ѵ | ѵ | Ѷ | ѷ | Ѹ | ѹ | Ѻ | ѻ | Ѽ | ѽ | Ѿ | ѿ |
| 480 |  | Ҁ | ҁ | ҂ | ҃  | ҄  | ҅  | ҆  | ҇  | ҈  | ҉  | Ҋ | ҋ | Ҍ | ҍ | Ҏ | ҏ |
| 490 |  | Ґ | ґ | Ғ | ғ | Ҕ | ҕ | Җ | җ | Ҙ | ҙ | Қ | қ | Ҝ | ҝ | Ҟ | ҟ |
| 4A0 |  | Ҡ | ҡ | Ң | ң | Ҥ | ҥ | Ҧ | ҧ | Ҩ | ҩ | Ҫ | ҫ | Ҭ | ҭ | Ү | ү |
| 4B0 |  | Ұ | ұ | Ҳ | ҳ | Ҵ | ҵ | Ҷ | ҷ | Ҹ | ҹ | Һ | һ | Ҽ | ҽ | Ҿ | ҿ |
| 4C0 |  | Ӏ | Ӂ | ӂ | Ӄ | ӄ | Ӆ | ӆ | Ӈ | ӈ | Ӊ | ӊ | Ӌ | ӌ | Ӎ | ӎ | ӏ |
| 4D0 |  | Ӑ | ӑ | Ӓ | ӓ | Ӕ | ӕ | Ӗ | ӗ | Ә | ә | Ӛ | ӛ | Ӝ | ӝ | Ӟ | ӟ |
| 4E0 |  | Ӡ | ӡ | Ӣ | ӣ | Ӥ | ӥ | Ӧ | ӧ | Ө | ө | Ӫ | ӫ | Ӭ | ӭ | Ӯ | ӯ |
| 4F0 |  | Ӱ | ӱ | Ӳ | ӳ | Ӵ | ӵ | Ӷ | ӷ | Ӹ | ӹ | Ӻ | ӻ | Ӽ | ӽ | Ӿ | ӿ |
| 500 |  | Ԁ | ԁ | Ԃ | ԃ | Ԅ | ԅ | Ԇ | ԇ | Ԉ | ԉ | Ԋ | ԋ | Ԍ | ԍ | Ԏ | ԏ |
| 510 |  | Ԑ | ԑ | Ԓ | ԓ | Ԕ | ԕ | Ԗ | ԗ | Ԙ | ԙ | Ԛ | ԛ | Ԝ | ԝ | Ԟ | ԟ |
| 520 |  | Ԡ | ԡ | Ԣ | ԣ | Ԥ | ԥ | Ԧ | ԧ | Ԩ | ԩ | Ԫ | ԫ | Ԭ | ԭ | Ԯ | ԯ |

 }-
У уникоду верзије 9.0, ћириличка слова, укључујући националне и историјска писма, су кодирана у неколико различитих блокова:
- Ћирилица: U+0400–U+04FF
- Ћирилички додатак: U+0500–U+052F
- Ћирилица продужено-A: U+2DE0–U+2DFF
- Ћирилица продужено-B: U+A640–U+A69F
- Ћирилица продужено-C: U+1C80–U+1C8F
- Фонетички продужеци: U+1D2B, U+1D78
- Комбинујући полузнаци: U+FE2E–U+FE2F